# Волиця (Келецький повіт)
Волиця (пол. Wolica) — село в Польщі, у гміні Хенцини Келецького повіту Свентокшиського воєводства.
Населення — 1132 особи (2011).
У 1975-1998 роках село належало до Келецького воєводства.

## Демографія
Демографічна структура на день 31 березня 2011 року:
|          | Загалом | Допрацездатний вік | Працездатний вік | Постпрацездатний вік |
| -------- | ------- | ------------------ | ---------------- | -------------------- |
| Чоловіки | 561     | 124                | 380              | 57                   |
| Жінки    | 571     | 91                 | 349              | 131                  |
| Разом    | 1132    | 215                | 729              | 188                  |